# Hidden and Dangerous
 (mars 2020).
Si vous disposez d'ouvrages ou d'articles de référence ou si vous connaissez des sites web de qualité traitant du thème abordé ici, merci de compléter l'article en donnant les références utiles à sa vérifiabilité et en les liant à la section « Notes et références ».
Hidden and Dangerous est un jeu vidéo d'action, d'infiltration et de stratégie développé Illusion Softworks et édité par Take Two Interactive en 1999 sur PC.
Le jeu bénéficie de portages sur Dreamcast en 2000 et sur PlayStation en 2001.
En 2003, à l'occasion de la sortie de Hidden and Dangerous 2, la version sur PC de Hidden and Dangerous, est proposée en libre téléchargement par l'éditeur.

## Synopsis
1941, Seconde guerre mondiale, une escouade de 4 hommes du Special Air Service a été parachutée en territoire ennemi pour accomplir diverses missions destinées à affaiblir les forces de l'Axe aux 4 coins de l'Europe :

## Système de jeu
Le jeu fait prendre au joueur le contrôle de quatre SAS (le special air service britannique) chargés de 23 missions d'infiltration réparties en six campagnes ayant pour but de saboter la machine de guerre nazie derrière les lignes ennemies.
Pour cela tout le matériel de guerre de l'époque est fidèlement reproduit, la balistique se veut réaliste, tout comme le comportement des ennemis et des coéquipiers. Le joueur, avant le début de chaque campagne, choisit les membres de son commando parmi une liste d'une vingtaine de soldats d'élite, chacun disposant de compétences bien particulières: précision au tir, furtivité, endurance, réflexes (qui influent sur le comportement des coéquipiers gérés par l'ordinateur, allant de soldats inflexibles à d'autres plus dispersés dans leurs mouvements), force (pour porter les kilos d'armes).
Ainsi, parmi un total d'environ 30 hommes, on choisit pour toute une campagne 8 hommes de réserve, de ce fait si vous perdez durant la campagne plus de la moitié de vos hommes en réserve, vous ne compléterez pas votre commando de 4 en entier pour les dernières missions.
De plus, il choisit à ce moment-là l'ensemble des armes qu'il estime nécessaires à l'accomplissement de la campagne. Bien sûr, le choix des armes est limité par le poids total des équipements pris.

## Extension
Hidden and Dangerous: Devil's Bridge est l'extension du jeu sortie le 7 février 2000. Elle ajoute neuf missions.

## Version gratuite
Depuis octobre 2003, Hidden and Dangerous est disponible gratuitement en version Deluxe. Celle-ci comprend notamment toutes les mises à jour, l'extension Devil’s Bridge, ainsi qu'un éditeur pour créer ses propres missions. De plus, le jeu a été rendu compatible pour les versions de Windows 2000, XP et Vista.

## Suite
La suite du jeu, Hidden and Dangerous 2, est disponible depuis 2003.